# Shorttrack op de Olympische Jeugdwinterspelen
Het shorttrack op de Olympische Jeugdwinterspelen vindt plaats sinds de eerste editie van de Jeugdwinterspelen, gehouden in 2012. De verreden afstanden zijn de 500 meter, de 1000 meter en gemengde teamrelay. 

## Onderdelen
| Onderdeel | Onderdeel     | 2012 | 2016 | 2020 | 2024 | Totaal |
| --------- | ------------- | ---- | ---- | ---- | ---- | ------ |
| Jongens   | 500 m         | •    | •    | •    | •    | 4      |
| Jongens   | 1000 m        | •    | •    | •    | •    | 4      |
| Jongens   | 1500 m        |      |      |      | •    | 1      |
|           |               |      |      |      |      |        |
| Meisjes   | 500 m         | •    | •    | •    | •    | 4      |
| Meisjes   | 1000 m        | •    | •    | •    | •    | 4      |
| Meisjes   | 1500 m        |      |      |      | •    | 1      |
|           |               |      |      |      |      |        |
| Gemengd   | Teamaflossing | •    | •    | •    | •    | 4      |
| Totaal    | Totaal        | 5    | 5    | 5    | 7    | 22     |